# فرودگاه آبی کومبرمر/کامانیسکگ لیک
فرودگاه آبی کومبرمر/کامانیسکگ لیک (به انگلیسی: Combermere/Kamaniskeg Lake Water Aerodrome) یک فرودگاه خصوصی است که یک باند فرود آب دارد. این فرودگاه در کشور کانادا قرار دارد و در ارتفاع ۲۸۳ متری از سطح دریا واقع شده‌است.